# 負けて、勝つ 〜戦後を創った男・吉田茂〜
『負けて、勝つ〜戦後を創った男・吉田茂〜』（まけて かつ せんごをつくったおとこ・よしだしげる）は、2012年9月8日から10月6日までNHK『土曜ドラマスペシャル』で放送されたテレビドラマ。主演は渡辺謙。全5回。

## 概要
土曜ドラマスペシャル第11作。戦後の連合国占領期の日本政界を、外務大臣・内閣総理大臣としてリードした吉田茂の視点で描く。また吉田と相対する存在として、GHQ総司令官ダグラス・マッカーサーにも焦点が当てられる。2010年より企画開始し、当初は昭和史を俯瞰した内容のドラマを制作する予定であったが、2011年ごろには方針転換し、ほぼ放送された形に固まったという。第1回放送直前の2012年9月8日14時45分には、本作10分間のPR番組『「負けて、勝つ」のすべて』が放送された。

## 登場人物

### 吉田家とその親類
吉田茂（よしだ しげる）
演：渡辺謙
本作の主人公。
自由民権運動の闘士の子として生まれ、実父の親友であった資産家の養子となり、養父の死去により若くして莫大な資産を相続する。大学を卒業して外交官となり、外務次官、駐英大使を歴任、パリ講和会議にも出席経験がある。戦争末期に反戦活動を展開したために官憲に拘束され、終戦の直前を独房で過ごした。しかし戦後はその経歴を見込まれて政界進出を促され、東久邇宮内閣・幣原内閣で外務大臣に就任し、閣僚の実質的なナンバー2として幣原を強力に補佐する。衆議院選挙後、第一党党首となった鳩山一郎が公職追放処分を受けると、鳩山の意思を酌んで自由党総裁となり内閣総理大臣に就任。しかし当初の吉田の政策は国民から理解されず、総選挙の敗北に伴って政権を失う。その後成立した片山・芦田内閣が短命に終わる中、再度首相にとの声が高まり、マッカーサーの支持を得て再び首相に復帰する。
和子曰く「人間嫌い」。直言する自由闊達な弁舌が持ち味で、近衛文麿やマッカーサーといった目上の人物に対しても物おじしない態度を示す一方、昭和天皇の戦争責任回避のために尽力する。葉巻を好む愛煙家だが、ハバナ産しか吸わないというこだわりを持っている。
小りん（こりん）
演：松雪泰子
吉田と同棲している女性。
芸者の出身。吉田に気に入られて大磯の吉田邸で実質上の内縁の妻となっており、その存在は吉田家の家族関係が疎遠となる一因となる。周囲からは後妻にと勧められることもあるが、あくまで陰ながら吉田を支える。一方で、広田静子の自死と首相就任請求を受けて思案する吉田の頬を打って叱咤するなど、芯の強さもある。
吉田健一（よしだ けんいち）
演：田中圭
吉田の長男。
出征していたが、戦後間もなく復員する。かねてシェークスピアなどの英文学に興味を示している。また幼い頃に世話になった外祖父・牧野伸顕の伝記を執筆している。
仕事に忙殺されて家庭を顧みなかった父を亡母・雪子を死に追いやった原因と考えており、また同棲している小りんのこともあって、父に対してよい感情を持っていない。その想いは政界へと進出しますます家族と疎遠になる吉田を見るうちにどんどん高まってゆく。
麻生和子（あそう かずこ）
演：鈴木杏
吉田の三女。
後の麻生グループの後継者・麻生太賀吉に嫁ぐ。吉田の政界進出を支え、吉田邸の世話や選挙演説の応援にも駆け付けている。
健一とは違って父には同情的で、小りんの存在も認めているが、一方で家族に何の態度も示さない父に対しては複雑な感情を抱いている。
牧野伸顕（まきの のぶあき）
演：加藤剛
吉田の亡妻・雪子の父。
かつて内大臣を10年にわたって務め、昭和天皇の信頼あつい重臣だった。敗戦後は政界へ戻ることはなく、実家でつつましく暮らしている。雪子の没後も相談に乗るなど吉田との関係は良好で、公務に勤しむ吉田に岳父への義理にこだわることはないと諭す。末期は孫の健一の口述筆記で回顧録を著していたが、第2次吉田内閣発足直前に死去。そのしらせを聞いた昭和天皇は動揺し、嘆き悲しんだ。
秦野和夫（はだの かずお）
演：螢雪次朗
吉田家の手伝い。
吉田雪子（よしだ ゆきこ）
演：笛木優子
吉田の亡妻。牧野伸顕の娘。
戦前、癌のため既に死去している。吉田との関係は決して悪くなく、公務に明け暮れる吉田に理解を示してつつましい態度を貫いていた。しかし吉田は結婚式から雪子の死までほとんど彼女を顧みなかったため、健一や和子の不信の種となっている。
麻生太賀吉（あそう たかきち）
演：望月章男
和子の夫。
経済界の重鎮であり、後に吉田に勧められて政界へも進出する。
麻生太郎（あそう たろう）
演：千葉隼大（幼少期：舞原稜大）
麻生太賀吉・和子夫妻の長男。

### マッカーサー家
ダグラス・マッカーサー
演：デヴィッド・モース
GHQ総司令官。
戦後処理の最高指導者として、アメリカ合衆国から厚木基地へと降り立つ。日本の迅速な民主化を進めるため、さまざまな改革指示を日本政府に指示する。当初は昭和天皇と並んで写真に写るなど日本国民を震撼させたが、程なくしてその尊敬を集めるようになる。日本国内の最高権力者としての強い自負を持っており、剛柔を巧みに使い分けて日本政府を揺さぶる。一方で東郷平八郎や乃木希典を偉大な指導者と発言するなど、日本についての造詣も深い。
合衆国大統領になるという野望を持っており、日本統治成功の暁には選挙出馬を視野に入れていた。日本国民の圧倒的な支持を背景に自信を深めていたが米国民からの評価は存外に低く、予備選挙で惨敗を喫する。これは職務に支障をきたすほどにマッカーサーを動揺させることになる。
ジーン・マッカーサー
演：シンシア・チェストン
ダグラス・マッカーサーの夫人。
夫ともに来日している。夫の大統領就任を心から願っている。
アーサー・マッカーサー
演：タクマ・ウオーレン
マッカーサー夫妻の息子。
父母とともに来日している。父が大統領への意欲を見せると目を輝かせるが、一方で望郷の念を抱いている。

### 日本政府
昭和天皇（しょうわてんのう）
演：大藏千太郎
第124代天皇。
日本国の最高指導者として太平洋戦争を経験するが、敗戦を迎える。玉音放送やマッカーサーとの写真撮影、人間宣言などのそれまで神格化されていた天皇像に一石を投じ、GHQの強い影響下にさらされる。戦争指導者としての責任を負うか否かが、吉田ら日本政府の対GHQ外交の大きな焦点となる。
芦田均（あしだ ひとし）
演：篠井英介
厚生大臣。
外交官出身で、吉田や近衛文麿とともにパリ講和会議を経験。戦後は幣原内閣の厚生大臣に起用される。松本烝治による憲法草案について従来の憲法とほとんど変わりないと難色を示しており、それを押し通した吉田に不審を抱き始める。後に一部の自由党員（後に民主党として独立）の要請、そして民政局の後押しを受けて首相に就任するが、昭和電工疑獄事件に巻き込まれ、短命政権に終わった。民衆の声を第一に考えるリベラリストでもある。
松本烝治（まつもと じょうじ）
演：嶋田久作
国務大臣。
国内の商法の権威。幣原内閣に憲法担当国務大臣として入閣する。従来の憲法に若干の修正を加えたのみの憲法草案を作成し、GHQに提出する。しかし民政局から修正がほとんどない点を指摘されて却下され、逆にGHQが示す憲法草案を突き付けられることになる。
幣原喜重郎（しではら きじゅうろう）
演：中村敦夫
内閣総理大臣。
外務省出身で、吉田の先輩筋にあたる。東久邇宮内閣総辞職を受けて新たに組閣する。閣僚人事では前内閣に引き続いて吉田を外相に起用した。憲法作成については吉田の意見を取り入れ、既に勅命を受けていた近衛文麿を締め出す処置を取った。既に高齢であり、組閣中に一度病気療養を経験している。衆議院選挙後は総辞職する。後継の吉田内閣でも国務大臣として入閣し、芦田内閣成立時も野党に下って吉田と行動を共にする。気さくで物腰柔らかな人柄でマッカーサーから信頼された。
東久邇宮稔彦（ひがしくにのみや なるひこ）
演：今井朋彦
内閣総理大臣。
皇族出身で終戦直後に首相となり、戦後処理を担う。自らの内閣の外相に吉田を起用し、彼の政界進出のきっかけを作った。後に昭和天皇とマッカーサーが並んでの写真撮影に世論が反発し、間もなく内閣総辞職となる。
堀切善次郎（ほりきり ぜんじろう）
演：平野忠彦
幣原内閣内務大臣。
GHQの公職追放令について米国の内政干渉だと声を荒らげて抵抗の意思を示すが、吉田に一喝される。その後内閣から姿を消す。
緒方竹虎（おがた たけとら）
演：大鷹明良
東久邇宮内閣内閣書記官長。
外務大臣・重光葵がマッカーサーとの交渉に失敗を重ねる中、重光の留任を懸念する。
次田大三郎（つぎた だいさぶろう）
演：松澤輝朝
幣原内閣国務大臣。
公職追放後は、堀切善次郎とともに内閣を後にする。
和田博雄（わだ ひろお）
吉田内閣農林大臣。
吉田から食糧不足の早急な解決を指示される。
平塚常次郎（ひらつか つねじろう）
吉田内閣運輸大臣。
吉田から食糧輸送について指示される。

#### 吉田学校
佐藤栄作（さとう えいさく）
演：高橋和也
吉田内閣官房長官。
運輸次官だったが吉田に目をかけられ、第二次吉田内閣で官房長官に就任する。
池田勇人（いけだ はやと）
演：小市慢太郎
吉田内閣大蔵大臣。
広島県出身。元は大蔵省の官僚。主税局長時代、近衛文麿の要請で進駐軍のための特殊慰安施設協会の予算算出を指示される。大蔵次官の時に吉田にスカウトされ、政界へと進出する。
岡崎勝男（おかざき かつお）
演：天野義久
外務省元事務次官。
佐藤栄作、池田勇人らとともに吉田の目に留まり、衆議院議員として政界へと進出する。
田中角栄（たなか かくえい）
演：橋本一郎
民主自由党党員。
吉田内閣時の総選挙で衆議院議員に初当選。山崎首班工作事件では山崎を擁する広川らに真っ向から異議を唱え、吉田の真意を問う。
宮沢喜一（みやざわ きいち）
演：尾上寛之
大蔵大臣秘書官。

#### 近衛家
近衛文麿（このえ ふみまろ）
演：野村萬斎
国務大臣。
公爵の家柄出身。若い頃はパリ講和会議で辛酸を味わい、その時に吉田とは友人関係になる。太平洋戦争直前に総理大臣を経験。本人は戦争回避を願ったが果たされなかった。戦後は東久邇宮内閣の国務大臣となり、特殊慰安施設などを進める。後にマッカーサーより憲法改正に着手するように指示されるも、幣原内閣によって否定され孤立を深める。また開戦責任の追及に苛まれる中、GHQによって戦犯に追加されたために気力を失い、吉田に後事を託して自殺する。ドイツの開戦指導者であるヒトラーに似たひげを生やしていることにコンプレックスを抱いていた。運命論者という一面もある。
近衛千代子（このえ ちよこ）
演：中嶋朋子
近衛文麿の妻。
開戦時の大臣という重責を抱える近衛を支える。進退窮まった近衛が自殺するおそれがあると吉田に注意された時は、夫の自由にさせてやりたいと発言した。
細川護煕（ほそかわ もりひろ）
演：溝口怜冴
近衛文麿の外孫。

#### 廣田家
広田弘毅（ひろた こうき）
演：佐野史郎
元内閣総理大臣。
吉田の外務省同期。戦前には外務大臣を務め、二・二六事件後に首相に就任。当初は首相就任を拒んでいたが、吉田の説得を受け入れての就任となった。その時、吉田を外務大臣に起用しようとしたが、軍部の横やりで実現しなかった。戦後、戦犯訴追を受けてGHQによって逮捕され、東京裁判で裁かれる。文官であったために吉田も有罪判決はありえないと楽観していたが、結果として東条英機らとともに死刑判決を下されることになる。
広田静子（ひろた しずこ）
演：中村久美
広田弘毅の妻。
広田とのおしどり夫婦ぶりは吉田もひそかにうらやむほどだった。父親が国粋主義者だったため、自分の存在が戦犯として逮捕された広田の裁判に不利になることを案じ、累が及ばないよう服毒自殺した。

### 官僚たち
白洲次郎（しらす じろう）
演：谷原章介
吉田の側近。
吉田とは私的な付き合いも深く、「じいさん」と呼んでいる。戦中は疎開していたが、吉田が政界に進出するに当たってその補佐役となる。吉田の側近として活躍するが、それ故「密室政治」「側近政治」という批判にもさらされる。
柴田達彦（しばた たつひこ）
演：永井大
外務大臣補佐官。
広島県出身で、池田勇人とは同郷。外務大臣となった吉田の補佐官となり、首相就任後も外相を兼務する吉田を支え、白洲とともに吉田の側近となる。敗戦国となった日本の現状にやるせない気持ちを抱いており、進駐軍へ媚びる日本の空気を苦々しく思っている。
服部卓四郎（はっとり たくしろう）
演：吉田栄作
旧陸軍参謀本部部員。
吉田と対立する旧軍勢力の筆頭で東條英機の秘書官を務めた経歴を持つ。日本の再軍備を画策するウィロビーの意図により、公職追放された軍人を中心とする警察予備隊を作ろうとする。かつてガダルカナル島の戦いにおける作戦ミスで多くの部下を死なせた責任をとがめられる。
坂信彌（さか のぶよし）
演：有薗芳記
警視総監。
進駐軍による治安悪化を懸念し、近衛文麿の下で遊女らを募集して特殊慰安施設の設置を進める。
西村熊雄（にしむら くまお）
演：佐戸井けん太
外務省条約局長。

### 政党人たち

#### 自由党
鳩山一郎（はとやま いちろう）
演：金田明夫
日本自由党党首。
戦後の総選挙で第一党となり、総理就任を間近に控えていたが、戦前の言動を問題視されて公職追放対象となり、組閣を断念した。追放解除までのつなぎとして、吉田に総理就任を要請する。自由主義と友愛の精神を強く主張している。
松野鶴平（まつの つるへい）
演：石橋蓮司
自由党所属の衆議院議員で名うての寝業師。吉田には「ズル平」と呼ばれる。
組閣断念に追い込まれた鳩山に代わり、吉田に総理就任を要請する。拒否する吉田に対し、吉田邸の垣根を乗り越えてまで説得に訪れた。
山崎猛（やまざき たけし）
演：大橋吾郎
民主自由党幹事長。
民政局と吉田陣営が対立していく中、ケーディスと親しかったことから、ケーディスから総裁である吉田を差し置いての首相就任を要請される。多くの党員に支持されるものの、自身は吉田の意思を尊重する姿勢を取った。
広川弘禅（ひろかわ こうぜん）
演：塩野谷正幸
民主自由党副幹事長。
民政局と対立する吉田総裁に危機感を覚え、ケーディスの支持を得た山崎猛を次期首相に擁立する。

#### その他の政党
林田周太郎（はやしだ しゅうたろう）
日本進歩党の党員。
衆議院総選挙が実施されるに当たって、衆議院議員に立候補する。民主主義を掲げ、失業者・戦災者・復員者・少所得者への支持を訴える。
徳田球一（とくだ きゅういち）
日本共産党書記長。
衆議院総選挙に立候補。国民の困窮を市井に訴える。
船本寅三郎（ふなもと とらさぶろう）
日本協同党の党員。
衆議院総選挙に立候補。経済の民主化を主張する。
加藤シヅエ（かとう しづえ）
演：三谷悦代
日本社会党の党員。
衆議院総選挙に立候補。女性の社会進出を主張する。
原彪（はら たけし）
民主党の党員。
芦田均率いる民主党から衆議院議員選挙へと出馬する。

### 連合国軍総司令部（GHQ）
コートニー・ホイットニー
演：イアン・ギブ
GHQ民政局局長。
マッカーサーの側近として来日。ニューディール政策を支持しており、ウィロビーからは半分共産主義者と揶揄される。マッカーサーの指示で日本の新しい憲法について指示される。また戦犯訴追や公職追放などに深くかかわり、日本政府の大きな壁として立ちはだかる。
チャールズ・ケーディス
演：エリック・ボシック
GHQ民政局次長。
ホイットニー来日前の民政局の責任者。階級は大佐。ホイットニーの局長就任後はその側近として職務に従う。近衛文麿の戦争責任を指摘し、近衛の戦犯指定に関与する。後に民政局を敵視する吉田陣営と対立を深め、白洲やウィロビーらの暗躍によって、鳥尾鶴代とのスキャンダルや昭和電工疑獄事件で追い詰められていく。
チャールズ・ウィロビー
演：ドン・ジョンソン
GHQ第二参謀部部長。
叩き上げの軍人出身。民政局を半分共産主義のピンク色と主張、民政局を信頼せず天皇制を残すことを説いた。吉田と対立する服部ら旧軍人と接触し、日本の再軍備を画策する。彼の構想では、日本は後に米ソ戦争でソ連軍と戦うことを視野に入れている。吉田と白洲曰く「劇薬」。
ポール
演：マイケル・ボールズ
進駐軍の兵士。

### アメリカ合衆国
ジョン・フォスター・ダレス
演：チャールズ・グラバー
国務長官顧問。
ジョセフ・ドッジ
デトロイト銀行頭取。
バタワース
国務務次官補。

### その他
日野慶子（ひの けいこ）
演：初音映莉子
特殊慰安施設「キャバレーニューギンザ」の従業員。
広島県出身の戦災孤児で、柴田達彦とは幼馴染。慰安施設の募集に応募する。しかし間もなく施設外での娼婦、通称・パンパンに身を落とすことになる。
岩淵辰雄（いわぶち たつお）
演：石丸謙二郎
ジャーナリスト。
東久邇宮内閣とコネクションを持っており、また吉田とは旧知の間柄。重光葵外務大臣の辞任問題について、後継の外相に悩む東久邇宮に、吉田を後任に勧める。
豊子（とよこ）
演：伊佐山ひろ子
慶子が寝泊りする宿の女将。
鳥尾鶴代（とりお つるよ）
演：田丸麻紀
旧子爵夫人。
夫がある身でありながらケーディスと深い仲に発展していき、その事実をウィロビーに察知される。このことが白洲を通して吉田へと伝えられ、ケーディスから一方的に切り捨てられることになる。
西本孝彦（にしもと たかひこ）
演：木下ほうか
芦田均の後援者。
芦田と同じ福知山の出身者。首相の座を目指す芦田を応援する。
飯田（いいだ）
演：鳥羽潤
健一の友人の記者。
バートン・クレーン
ニューヨーク・タイムズの記者。
旧知を利用して鳩山一郎に接近し、外国人記者の記者会見会場へと連れ込む。記者たちを煽り、鳩山が『世界の顔』で軍国主義を肯定したかのような著述をしたことを糾弾する。

## スタッフ
- 作：坂元裕二
- 演出：柳川強 / 野田雄介
- 音楽：村松崇継
- 副音声解説：河本邦弘 / 宗矢樹頼 / 棟方真梨子
- 時代考証：柴田紳一 / 楠綾子
- 憲法考証：古関彰一
- 風俗考証：天野隆子
- 宮中考証：小田部雄次
- 宮中建築考証：浅羽英男
- 軍装考証：平山晋
- 警察予備隊考証：狩野信行
- 英語台本考証：米倉リエナ
- 脚本協力：穴吹一朗
- 撮影協力：東京都青梅市 / 茨城県高萩市 / 茨城県常陸太田市 / 栃木県佐野市 / 神奈川県 / 神奈川県大磯町 / 静岡県沼津市 / 愛知県 / 愛知県名古屋市 / 岐阜県 / 深谷フィルムコミッション / 小山町フィルムコミッション / 滋賀ロケーションオフィス / 横浜フィルムコミッション / 信州上川フィルムコミッション / なごや・ロケーション・ナビ / 千葉県立房総のむら / 博物館明治村 / 東京都庭園美術館 / 防衛省 / 一橋大学 / 電気通信大学 / 関西学院大学
- 英語指導：塩屋孔章
- 所作指導：西川箕乃助
- 宮中所作指導：牧野名助
- 米軍所作指導：トム・ドーラン
- 京都ことば指導：井上裕季子
- 広島ことば指導：大村眞利絵
- 特殊メイク：江川悦子
- VFXプロデューサー：結城崇史
- 制作統括：中村高志

### 主題歌
「この先の道」
歌唱：ジョシュ・グローバン

## 放送日程

### 通常放送時間
- NHK総合テレビジョン：土曜日21時 - 22時13分

### 放送日程
| 放送回                                                    | 放送日   | 演出     |
| --------------------------------------------------------- | -------- | -------- |
| 第一回                                                    | 9月08日  | 柳川強   |
| 第二回                                                    | 9月15日  | 柳川強   |
| 第三回                                                    | 9月22日  | 野田雄介 |
| 第四回                                                    | 9月29日  | 野田雄介 |
| 第五回                                                    | 10月06日 | 柳川強   |
| 平均視聴率 8.5%（視聴率は関東地区・ビデオリサーチ社調べ） |          |          |

## 関連商品
負けて、勝つ 〜戦後を創った男・吉田茂〜 オリジナルサウンドトラック
2012年9月26日、スザクミュージックより発売（ASIN B008TSPHNU）。本作の劇中曲を収録したサウンドトラック。
ジョシュ・グローバン「この先の道－日本語ヴァージョン－」
2012年10月17日、ワーナーミュージック・ジャパンより発売（ASIN B0095SSG2C）。本作主題歌の日本語版（放送で使用されているヴァージョンとは異なる。）。